# Otto Philipp Zepper
Otto Philipp Zepper fue un jesuita  y jurista de Alemania nacido en 21 de noviembre de 1627 y fallecido en 27 de junio de 1666.

## Biografía
Otto fue un jurista, profesor en Heidelberg y posteriormente en el Gymnasium de Bremen.
Otto se dedicó principalmente a los estudios de jurisprudencia, bajo un aspecto completamente civilizador y benéfico en su origen, comparando las legislaciones de su época la parte que tenían de las leyes romanas y la que en ellas procedía de la religión judaica.
Los trabajos de Otto gozaron gran reputación en su siglo, siendo el más célebre las leyes de Moises comparadas con las leyes romanas.

## Obra
- Cynosura legalis,...., Bremae: Sumptibus Erhardi Bergeri, 1664.
- De codicilis,....., Jenae, 1653.
- Discursus juriducus,.., Bremae, 1661.
- Tractatus metodicus et succintus de codiciliis et clausula codicillari, Bremae, 1659.
- Otras